# Dora Maar
Henriette Theodora Markovitch (Tours, 22 de novembro de 1907 - Paris, 16 de julho de 1997), mais conhecida pelo pseudônimo Dora Maar, foi uma fotógrafa, poeta e pintora francesa, descendente de croatas. 
Foi a quarta das sete mulheres de Pablo Picasso. Foi retratada por Picasso na obra Dora Maar au Chat  (óleo sobre tela  130 cm × 97 cm) em 1941.

## Biografia
Dora nasceu em Tours, filha única de Joseph Markovitch (1875–1969), um arquiteto croata que estudou em Zagreb, Viena e Paris, onde se estabeleceu em 1896, com sua esposa Louise-Julie Voisin (1877–1942), nascida em Cognac, França. Em 1910, a família se mudou para Buenos Aires, onde seu pai conseguiu várias encomendas, incluindo a da embaixada da Áustria-Hungria. Seus feitos o fizeram ser condecorado pelo então imperador Francisco José I.
Em 1926, a família retornou a Paris. Dora, pseudônimo que ela escolheu, começou a ter aulas de fotografia e pintura em escolas de referência. Ela também estudou na École des Beaux-Arts e na Académie Julian. Dora partiu para Barcelona e depois para Londres, onde registrou os efeitos da crise econômica que se seguiu com a Grande Depressão, em 1929. Ao retornar da viagem, com a ajuda do pai, ela abriu um estúdio em Paris.
Em 1935, ela conheceu Pablo Picasso, tornando-se amante e musa, em um relacionamento complicado e opressivo. Ela tirou várias fotos do estúdio de Picasso e registrou a finalização de seu quadro Guernica. Em seguida, ela seria a modelo para Monument à Apollinaire, um tributo ao falecido poeta Guillaume Apollinaire.
Está desenhada no quadro "Mulher a Pentear o Cabelo" (130.1 x 97.1 cm), datado de 1940. A obra foi roubada de uma colecionadora norte-americana de Nova Iorque, Louise Reinhardt Smith Bequest. A polícia turca recuperou a pintura numa marina de Istambul, em janeiro de 2016.

## Pintura
Dora começou a pintar após deixar Picasso e grande parte de seu trabalho permaneceu sem reconhecimento até depois de sua morte, quando em 1999 foi organizada uma exposição com seus quadros e o público pode descobrir seu talento e ver em primeira mão quadros que nunca deixaram o estúdio. Com a separação de Picasso, ela pode enfim seguir seu próprio estilo, sem sofrer com a influência do pintor sobre sua obra. Algumas refletiam seu humor, outras os tempos difíceis do pós-Segunda Guerra.
Após anos lutando contra a depressão profunda, Dora se confinou em seu apartamento. Entre os anos de 1960 e 1970, Dora começou a experimentar com formatos abstratos e a mistura de cores. Foi nos anos 1980 que ela começou a se expressar plenamente, usando a paisagem de Luberon como inspiração. Dora também pintou muitas paisagens ao redor de sua casa, em Ménerbes, uma paisagem dominada por nuvens e ventania.

## Morte
Dora Maar passou seus últimos anos em seu apartamento na Rue de Savoie, em Paris e faleceu em 16 de julho de 1997, aos 89 anos de idade. Ela foi sepultada no Cemitério Russo de Sainte-Geneviève-des-Bois, em Clamart.